# 赫爾曼·勒羅伊·費爾柴德

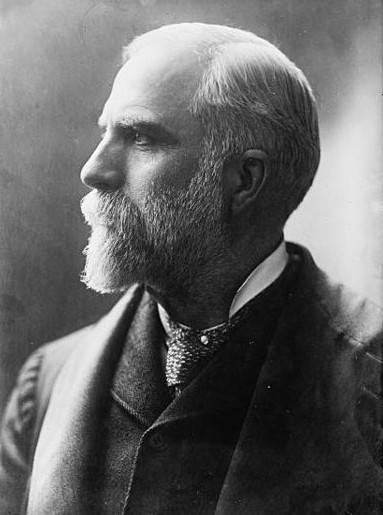
赫爾曼·勒羅伊·費爾柴德

赫爾曼·勒羅伊·費爾柴德（英語：Herman Le Roy Fairchild，1850年4月29日—1943年11月29日），美國教育家、地質學家。他是提倡撞擊事件形成例如亞利桑那州巴林傑隕石坑等撞擊坑的先驅者。
費爾柴德的先祖於1639年自英格蘭移居美國康乃狄克州。
費爾柴德畢業於康乃爾大學，並長年任教於羅徹斯特大學。

## 外部連結
- University of Rochester - Herman LeRoy Fairchild Papers
- Biography of Herman Le Roy Fairchild （页面存档备份，存于）
- Jutta Siefert Dudley: Herman Leroy Fairchild: An Early Promoter and Defender of Meteorite Impact Cratering, Proceedings of the Rochester Academy of Science, Volume 18 Number 2, November 1998 （页面存档备份，存于）